# Tana Lea (actriz)
Tana Lea (Caldwell, Texas; 9 de marzo de 1988) es una actriz pornográfica y modelo erótica estadounidense.

## Biografía
Aunque nació en la ciudad de Caldwell en marzo de 1988, Tana Lea se crio en Austin, la capital del estado de Texas, en una familia con ascendencia checa. Estudió ingeniería biomédica, trabajando como ingeniera en la Universidad de Texas A&M. También fue cuidadora de niños, secretaria y auxiliar en un centro correccional, así como gerente de una comisaría.
En Austin comenzó a trabajar como bartender, profesión que no la motivaba y que la llevó a mudarse a Los Ángeles para convertirse en modelo erótica.
En California comenzó a trabajar con la empresa de juguetes eróticos Fleshlight, convirtiéndose en la community manager de la misma. Tras conocer a las actrices Tanya Tate y Nicole Aniston, ambas la convencieron para probar suerte en la industria pornográfica y la pusieron en contacto con la agencia OC Modeling, que la consiguieron sus primeros cástines. Debutó como actriz pornográfica en 2017, a los 29 años de edad, siendo su primera escena de sexo con James Deen para Elegant Angel.
Como actriz, ha grabado para productoras como Manyvids, Girlfriends Films, Devil's Film, Brazzers, Evil Angel, Kelly Madison Productions, Burning Angel, Digital Playground, 3rd Degree, Naughty America, Archangel o Zero Tolerance, entre otras.
En mayo de 2018 debutó como directora, además de ser productora y coprotagonista, de la película Kidnap Me.
En 2019 recibió sendas nominaciones en los Premios AVN y XBIZ a Mejor actriz revelación.
Ha aparecido en más de 150 películas como actriz.

## Premios y nominaciones
| Año  | Ceremonia         | Resultado | Premio                             | Trabajo               |
| ---- | ----------------- | --------- | ---------------------------------- | --------------------- |
| 2018 | Premios AVN       | Nominada  | Premio fan: Debutante más caliente | —                     |
| 2018 | Fleshbot Awards   | Nominada  | Mejor personalidad mediática       | —                     |
| 2018 | Fleshbot Awards   | Nominada  | Mejor escena lésbica               | Tana Lea's Confession |
| 2018 | Inked Awards      | Nominada  | Estrella del año                   | —                     |
| 2018 | Inked Awards      | Nominada  | Mejores pechos                     | —                     |
| 2018 | Inked Awards      | Nominada  | Social Media Queen                 | —                     |
| 2019 | Premios AVN       | Nominada  | Mejor actriz revelación            | —                     |
| 2019 | Premios AVN       | Nominada  | Premio fan: Mejores pechos         | —                     |
| 2019 | Premios XBIZ      | Nominada  | Mejor actriz revelación            | —                     |
| 2019 | Spank Bank Awards | Nominada  | Ravishing Redhead of the Year      | —                     |
| 2019 | Spank Bank Awards | Nominada  | Tattooed Temptress of the Year     | —                     |